# Djadja et Dinaz
Djadja & Dinaz, est un groupe de rap franco-algeriano-tunisien composé de deux amis d'enfance, respectivement Gianni et Azzedine, nés respectivement le 17 octobre 1996 et 29 septembre 1997, originaire de la cité de La Pierre-Collinet à Meaux, en Seine-et-Marne.
Le duo est représenté par une autarcie prononcée, sans le moindre featuring, tout en conservant une proximité auprès de leur public.
Entre mélodies mélancoliques, rythmes cloud ou up tempo, Djadja & Dinaz ont su affirmer et varier leur style et leurs sonorités, tout préservant l’ADN atypique du duo.
Leur premier album studio, On s'promet sort en 2016, suivi de Dans l'arène en 2017, Le revers de la médaille en 2018, Drôle de Mentalité en 2019, Spleen en 2021 puis Alpha en 2023 et Terminal 7 en 2025

## Biographie

### Jeunesse et débuts
Gianni (Djadja) et Azzeddine (Dinaz) grandissent au quartier de la Pierre-Collinet à Meaux.
Scolarisés au collège Henri Dunant (ZEP de la Pierre-Collinet), ils se rencontrent à leur préadolescence.
Dinaz fait ses premiers pas dans la musique avec son groupe Génocide, également originaire du même quartier.
Djadja de son côté, en parallèle de sa passion pour le football, jouant pour le club du CS Meaux, et par la suite du Red Star, sort ses premiers freestyles en solo sous le nom de G.I.A.
Respectivement d’origine algérienne-italienne, et tunisienne-algérienne, les amis d’enfance se retrouvent dans les souterrains de leur quartier pour écrire leurs premiers textes. En août 2014, ils décident de former le duo Djadja & Dinaz et commencent leurs premières séance studio chez Blasta Studio.
Le groupe fait pour la première fois parler de lui en novembre 2014, avec le clip polémique Laissez-nous faire notre biff, où l’on voit une dizaine de jeunes personnes tirer à l’arme à feu, à visage découvert, dans un parking. Les deux rappeurs et trois figurants ont par la suite été reconnus par la police et condamnés à trois mois de prison ferme.
À la suite de cette polémique, les deux jeunes artistes ont reconnu que c’était une erreur de jeunesse et d’amateurisme pour leurs premier clip et se servent de cette visibilité pour lancer leurs carrière. Ils font preuve de régularité en publiant sur leurs chaîne YouTube plusieurs extraits inédits, fidélisant leur base fan.
Quelque mois plus tard, le groupe refait parler de lui en 2016 avec le tube J’fais mes affaires, accumulant 93 millions de vues, dont 20 millions en trois mois sur YouTube et à ce jour certifié single de diamant.
Djadja & Dinaz sont les premiers artistes urbains à avoir ramenés un disque d’or dans la Seine-et-Marne.

### On s'promet (2016)
Leur premier album, enregistré dans une chambre de 13m2 intitulé On s’promet est dévoilé le 6 mai 2016 et cumulera plus de 7 000 ventes physiques la première semaine d’exploitation.
Le premier clip vidéo J'fais mes affaires est tourné en Sicile (Italie) dans la ville de Corleone, fief de la mafia sicilienne.
Le deuxième clip À la cool, un morceau aux sonorités estivales, s'affirmera comme un single du groupe.
La pochette de l'album, réalisée par Fifou, symbolise le début de carrière avec une poignée de mains entre les deux jeunes artistes.
Il est en 2021 certifié double disque de platine, comptabilisant plus de 200 000 ventes.

### Dans l'arène (2017)
Décrit comme le nouveau phénomène du rap français, le duo du 77 sortent leur deuxième album studio Dans l’arène en mars 2017, qui dépassera la barre des 20 800 ventes dès la première semaine d’exploitation, avec des extraits tels que Déstabilisé, Seuls ou encore C’est la même.
Dans l’arène sera également certifié double disque de platine.

### Le revers de la médaille (2018)
Dans la continuité de leurs succès, le 20 avril 2018 sort le 3ème album du groupe Le Revers de la Médaille qui sera suivi d’une deuxième partie, trois mois plus tard.
L’album sera certifié disque de platine, 7 mois après sa sortie officielle et sera accompagné d’une tournée européenne ponctuée par un Olympia complet le 7 octobre 2018.

### Drôle de mentalité (2019)
En 2019, à la suite d'une rumeur conséquente clamant l’arrêt du duo dans l’industrie musicale, ils font leur grand retour avec le single Possédé, annonçant leur prochain album Drôle de Mentalité, sorti le 22 mars 2019.
Le photographe Koria illustre la couverture de cet album en photographiant Djadja & Dinaz entourés de loups sauvages, dans leur propre quartier de la Pierre-Collinet.
Comme pour Le revers de la médaille, une deuxième partie voit le jour le 8 novembre 2019.
L'album est représenté sur scène au Dôme de Paris - Palais des Sports complet le 9 novembre 2019.
Drôle de mentalité est à ce jour certifié double disque de platine.

### Spleen (2021)
Après deux ans sans sortie d’album, de la maturité et de l’expérience acquise, Djadja & Dinaz récidivent en 2021 avec le single À Cœur Ouvert  cumulant près de 30 millions de vues sur YouTube.
À l’occasion de la sortie de Spleen, dont la cover représente les deux artistes en autarcie dans leur propre cage, symbolisant la mentalité le groupe à travers les années, le duo offre à leurs fans pour une première en France, une expérience unique avec un live stream utilisant la technologie de réalité augmentée XR en direct sur YouTube, comptabilisant près d’un million de vues en 3 jours.
L’album sera certifié disque de platine avec plus de 100 000 ventes en 5 mois.

### ALPHA (2023)
Deux ans après la sortie de leur 5ème album Spleen certifié double disque de platine, Djadja & Dinaz annoncent leur 6ème album Alpha le 17 février 2023 dans leur nouveau clip La force tranquille avec deux éditions : Aube et Nuit.
L'album se vend à 27 191 exemplaires en une semaine, soit le meilleur démarrage depuis le début de leur carrière.

## Médias
Au 1er avril 2021, le groupe accorde pour la première fois au média rap Booska-P une immersion dans leur quotidien illustré par le documentaire « Le Bruit du Silence » qui retrace leur ascension musicale, une porte ouverte sur leur intimité qui sera grandement salué par les fans.
En 2022, Djadja & Dinaz signent la collaboration avec Snipes, et Nike pour l’opération #GiveBackToTheCommunity à l’occasion du D-Day Air Max, permettant à des jeunes de la ville de Meaux de découvrir les dessous de l’industrie musicale lors d’une journée, et de profiter d’un accès culturel. L’album sera dû à sa situation géographique par le biais de la délivrance d’une Carte Navigo[pas clair].
Le 25 Juin 2025, le duo performera pendant leur premier DVM Show sur la chaine twitch de DVM_Medja.

## Discographie

### Albums studios
- 2016 : On s'promet
- 2017 : Dans l'arène
- 2018 : Le revers de la médaille
- 2019 : Drôle de mentalité
- 2021 : Spleen
- 2023 : Alpha
- 2025 : Terminal 7

### Singles
- 2015 : Tenue de motard 4
- 2016 : J'fais mes affaires
- 2017 : Maléfique (feat. DJ Dabs)
- 2018 : Favela
- 2019 : Possédé
- 2019 : Plus fort
- 2019 : Bénéfice max
- 2019 : Un million par mois
- 2020 : PRBM
- 2020 : Féfé lambo
- 2020 : Perdu
- 2021 : J'rentre pas chez moi
- 2021 : Booska 77
- 2021 : À cœur ouvert
- 2021 : Paré
- 2021 : BB
- 2021 : Manège
- 2021 : Dans le réseau
- 2022 : Bonkasa
- 2023 : La force tranquille
- 2023 : Khemem
- 2023 : Aïcha
- 2024 : Continents
- 2024 : Miss France
- 2024 : La même histoire
- 2025 : En vrai de vrai
- 2025 : Tenue de motard 5
- 2025 : Tu sais